# Ella Negruzzi
Ella L. Negruzzi (sau Elena Negruzzi, n. 11 septembrie 1876, Hermeziu, România – d. 18 decembrie 1948, București, România) a fost o militantă feministă, avocată și publicistă, fiica scriitorului Leon Negruzzi. După ce a obținut licența în istorie, filozofie și drept în cadrul Universității din Iași, a devenit prima femeie din România care a obținut dreptul de a pleda în baroul avocaților de la Galați și Iași. A contribuit cu articole feministe la diferite publicații. După Primul Război Mondial, a fost printre membrele fondatoare în cele mai active organizații naționale de femei - Asociația pentru Emanciparea Civilă și Politică a Femeilor Române (AECPFR), Consiliul Național al Femeilor Române, Frontul Feminin etc.

## Biografie
Ella Negruzzi s-a născut la 11 septembrie 1876 în satul Hermeziu, în regiunea Moldovei din țara recent formată România. A fost fiica scriitorului și omului politic ieșean Leon C. Negruzzi (1840-1890) și sora mai mică a generalului Mihai Negruzzi (1873-1958). Unchiul ei, Iacob Negruzzi, a fost scriitor și președinte al Academiei Române, iar bunicul ei, Constantin Negruzzi, a fost primar al orașului Iași.
Ella Negruzzi a urmat cursurile Externatului Secundar de Fete, actualul Colegiu Național „Mihai Eminescu”. Tatăl Ellei a murit când aceasta era adolescentă, iar unchiul ei, Iacob, a preluat responsabilitatea de a se asigura că ea și Mihai își termină studiile. Și-a continuat educația la Universitatea din Iași, studiind istorie, drept și filosofie.
A fost căsătorită cu George Beldiman (1879-1917), fiu al omului politic George Beldiman și al Luciei Kogălniceanu, cea mai mică fiică a lui Mihail Kogălniceanu. Cei doi au divorțat înainte de anul 1904 și Ella nu s-a mai recăsătorit.

## Cariera de avocat
În 1913, după absolvirea facultății, a devenit prima femeie care a încercat să se înscrie la examenul de admitere în avocatură la Iași. Deși acceptată în primă fază, cererea a fost respinsă pe motiv că femeilor nu li se permitea să fie participanți publici și li se interzicea în mod specific să practice dreptul. Decizia baroului a născut polemici aprinse în societate, părerile fiind împărțite. Gazeta Ilustrată din 27 aprilie 1913 consemna astfel evenimentul:
"prin admiterea d-nei Ella Negruzzi în baroul Iași, s'a deschis în România o nouă carieră femeei. Avem și noi o femeie avocat. Greu a fost numai începutul,- nu va trece mult și imitatoarele se vor număra cu zecile. Înscrierea în barou a d-nei Ella Negruzzi - căreia îi urăm din toată inima isbândă în nobila misiune de a apăra pe cei slabi și desmoșteniți - o putem considera ca definitivă. Căci, nu încape îndoială, Curtea de apel, sesizată de protestarea unui număr de avocați din Iași, va respinge apelul, confirmând hotărârea consiliului de disciplină. Gestul avocaților în chestiune, oricât ar fi el de lipsit de cavalerism, e foarte explicabil: e manifestarea instinctului de conservare, îmboldit de teama ca femeea să nu-i dispute bărbatului și locul din pretoriul justiției."
Ella Negruzzi  nu a renunțat după primul răspuns negativ și a trimis alte două cereri. Pentru fiecare răspuns negativ a luptat cu sistemul pe cale legislativă, reușind să-l învingă cu propriile arme. Negruzzi s-a mutat la Galați pentru a face o a doua încercare. Ea a obținut sprijinul lui Corneliu Botez, un avocat local de prestigiu, dar a fost din nou respinsă.
În 1919, a făcut a treia încercare de a se înscrie la examenul de intrare în avocatură, depunând cerere în județul Ilfov la București și, în cele din urmă, i s-a permis să dea examenul. La șase ani după prima sa încercare, în 1920, Negruzzi a devenit prima femeie căreia i s-a permis să practice avocatura în România.
După ce și-a primit acreditările, Negruzzi a început să practice avocatura în Galați și, mai târziu, s-a mutat la București. Și-a continuat activitățile feministe, iar în perioada interbelică, ea și Elena Meissner au fost principalii lideri ai AECPFR. A devenit o scriitoare prolifică, abordând probleme care limitau participarea femeilor, cum ar fi capacitatea lor limitată de a obține locuri de muncă și restricțiile care le făceau să fie cel mai probabil concediate, dacă își asigurau un loc de muncă. A lucrat pentru a crea rețele de școli profesionale și cooperative de lucrători în zonele rurale pentru a extinde oportunitățile de angajare a femeilor. De asemenea, a pledat pentru educarea și reabilitarea prostituatelor, în loc de disprețul lor social. În perioada care a dus la adoptarea Constituției României din 1923, a lucrat neobosit pentru ca femeile să fie recunoscute ca actori politici. Schimbările pe care le căutau femeile au avut oarecum succes, iar Negruzzi s-a alăturat Partidului Național Țărănesc. În 1929, când femeilor li s-a permis pentru prima dată să participe la alegerile locale în calitate de candidați, a candidat în București, alături de alte feministe ale vremii precum Calypso Botez și Alexandrina Cantacuzino, Negruzzi a devenit una dintre primele șase femei alese pentru a ocupa funcția de consilier municipal în București.

## Activism pentru drepturile civile și politice ale femeilor
Pe lângă activitățile profesionale, a fondat societatea Emanciparea femeii, prin intermediul căreia a cerut expres echitate în viața publică pentru femei. Vedea emanciparea acestora prin prisma afirmării lor în toate domeniile și ocuparea de funcții în raport cu pregătirea și capacitatea fiecăreia. Militând pentru reevaluarea statutului femeii în societatea românească și-a îndreptat eforturile și către femeile de la sat, încercând să le familiarizeze cu noile tendințe în organizarea eficientă a muncii în gospodărie sau în educația copiilor. De asemenea, Ella Negruzzi a înființat societatea „Gospodăriile Rurale” cu scopul de a pregăti și educa sătenii. Societatea trimitea maestre de diferite specialități la sate unde țineau cursuri gratuite sătenilor. În diferite biserici din Iași și din împrejurimi, a făcut personal o anchetă și a întocmit liste cu femeile care puteau să tricoteze, să țeasă, să prepare dulcețuri pentru expozițiile cu vânzare ale SONFR. În iunie 1922, în curtea Tipografiei Dacia s-au expus și vândut obiecte și produse alimentare realizate de membrele asociației, iar din banii adunați au fost înzestrate cu dotă 16 fete.

În 1917 a semnat Petiția femeilor române către Senatul României, prin care se cerea acordarea de drepturi politice și civile femeilor, dar aceasta a fost respinsă. Întrebată „Pentru ce femeia cere dreptul de vot?”, prima femeie avocat pledant din România a răspuns: 
„Pentru că femeile muncesc, pentru că plătesc impozite, pentru că este nedrept ca într-o țară democratică, unde toți cetățenii iau parte la alegerea guvernului, femeile să nu exercite acest drept”
În anul următor, a fost una dintre co-fondatoarele Asociației pentru emanciparea civică și politică a femeilor românce (AECPFR).  Asociația avea drept scop principal obținerea drepturilor femeilor de a participa la societatea civilă, inclusiv accesul la educație, la locuri de muncă și la politică.
În 1929, imediat după ce femeile au câștigat dreptul de vot în alegerile locale, s-a înscris în Partidul Național-Țărănesc, iar în alegerile locale din primăvara anului 1930 a candidat și a fost aleasă consilieră locală în București.
Ella Negruzzi a fost o deschizătoare de drumuri și pentru implicarea femeilor în politică. Dreptul la vot și dreptul de a candida pentru femei au reprezentat idealurile avocatei. Astfel, în anul 1931, alături de Maria Baiulescu și Calypso Botez, Ella Negruzzi a fost delegată să prezinte ministrului Justiției moțiunea potrivit căreia drepturile civile de care se bucurau femeile din Transilvania și Banat încă din timpul Austro-Ungariei să fie extinse în toată țara. Ministrul Hamangiu a promis că doleanța Federației va fi îndeplinită la unificarea legislației. Încetarea neașteptată din viață a acestuia a pus din nou sub semnul întrebării atingerea scopului urmărit. În asemenea împrejurări, Grigore Trancu-Iași, fost ministru al Muncii, Cooperării și Asigurărilor Sociale (1926-1927), a prezentat Camerei un proiect de lege, din inițiativă particulară (14 decembrie 1931), propunând înlăturarea discriminării femeii măritate. Într-o amplă expunere de motive, cunoscutul om politic a condamnat menținerea incapacității juridice a femeii măritate în legislația de după război, calificând-o drept „un anacronism și o absurditate". Proiectul nu a reușit să ajungă în fața Camerei Deputaților, membrii comisiei considerând inopinată o asemenea modificare în lipsa modificării Codului Civil întru-totul, astfel încât au dorit amânarea discutării unui asemenea proiect. Acest rezultat a determinat numeroase proteste pentru drepturile femeilor, o nouă delegație, la care a participat și Ella Negruzzi, fiind numită să prezinte regelui și guvernului moțiunea prin care se revendicau: 1. „acordarea drepturilor civile pe baza deplinei egalități conform articolului 6 din Constituție"; 2. „introducerea acordării de drepturi politice femeilor române cu ocazia prezentării proiectului de reformă electorală" care urma să fie luat în discuție de Parlament. Revendicările au fost considerate drept îndreptățite, având susținerea prim-ministrului Nicolae Iorga, a ministrului Justiției și a profesorului Constantin Dissescu, fiind depus și votat în aprilie 1932, la Cameră, proiectul de lege prin care se ridica incapacitatea civilă a femeii măritate.

## Alte activități remarcabile
S-a remarcat în perioada interbelică drept militantă pentru drepturile femeilor, punând bazele Asociației "Emanciparea femeii", al cărei președinte a fost. Asociația fondată de ea a urmărit emanciparea femeii prin prisma dezvoltării acesteia în toate domeniile și ocuparea de funcții în raport cu pregătirea și capacitatea fiecăreia. Și-a concentrat atenția asupra femeilor de la sate, inițiind cercuri culturale și fondând cămine culturale unde a arătat sătencelor cum să-și organizeze gospodăria și cum să-și educe copiii.
După instaurarea fascismului în Germania, Ella Negruzzi s-a manifestat ca o luptătoare împotriva războiului, făcând parte din organizația "Grupul avocaților democrați", înființată în 1935. De asemenea, a înființat organizația "Frontul feminin" (1936),o coaliție de organizații ale femeilor creată pentru a instrui femeile în organizarea pentru a-și apăra drepturile culturale, socio-economice și politice. Negruzzi a devenit ținta a numeroase amenințări cu moartea pentru apărarea ilegalistei comuniste Anei Pauker, aflată la închisoare. Când regimul regelui Carol al II-lea a evoluat într-o dictatură și a forțat închiderea AECPFR, ea a fost nevoită să se retragă temporar din participarea publică și a refuzat să coopereze cu politicile sale.
În timpul Primului Război Mondial a activat ca soră medicală, în spitalele din Iași, cât și pe linia frontului, fiind și membră în Comitetul de acțiune al Secției „Ocrotirea orfanilor de război”, alături de alte personalități ale vremii, precum și în conducerea Filialei Iași a Societății Ortodoxe Naționale a Femeilor Române (SONFR), ca delegată a Ministerului Cultelor și Instrucțiunii Publice.
În timpul Marii Depresiuni mondiale din anii 1930, Constituția a fost modificată din nou în 1932 pentru a acorda femeilor un statut civil aproape egal cu cel al bărbaților, dar, în același timp, guvernul a început o campanie de limitare a capacității femeilor de a munci sau de a primi beneficii sociale.